# Little Bealings
Little Bealings är en by och en civil parish i distriktet East Suffolk, Suffolk, England. Parish har 445 invånare (2001).